# 圣保禄堂 (科尔多瓦)

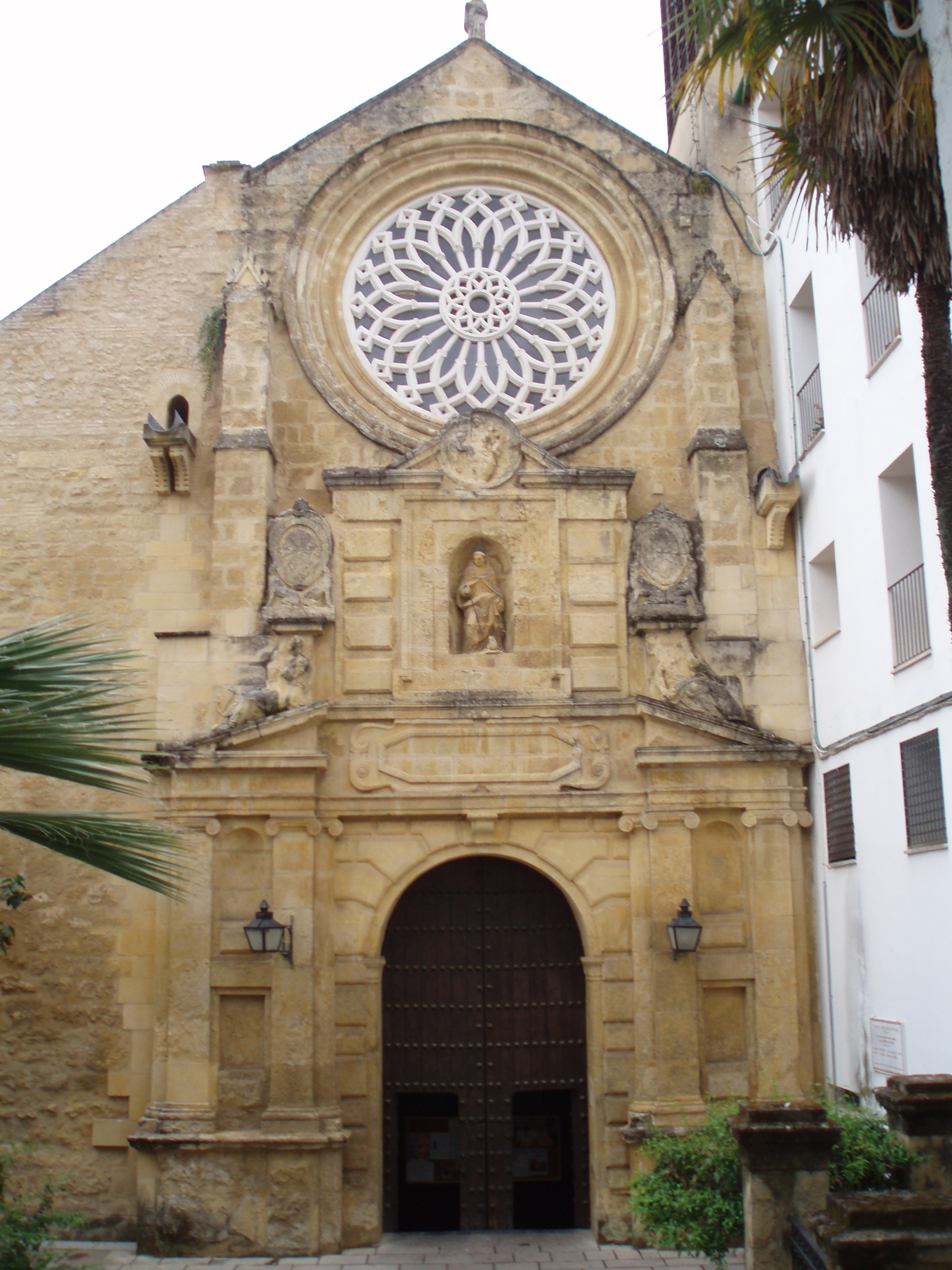
立面

圣保禄堂（Iglesia de San Pablo）是一座罗马天主教教堂，原属修道院，位于西班牙南部安达卢西亚科尔多瓦。它是13世纪卡斯蒂利亚国王费尔南多三世征服科尔多瓦以后，在该市建造的十二座费尔南多教堂之一。现在的教堂和废弃的女修道院建在一个空间里，在阿尔摩哈德基督徒修建多明我会修道院之前，一个罗马马戏团洗劫了穆斯林宫殿。这个空间总是挤满了大型建筑，因为它的位置位于城门口，沿着一条主要通道。

## 建筑
这座教堂具有巴洛克风格特征，建于1708年，大理石砌筑。正立面为16世纪风格主义风格。内部由三个中殿组成，中间用穆德哈尔风格的柱子隔开。有三个后殿，内为圆形，外为矩形，有一个四分之一球面的穹顶，和五边形的中央拱顶。塔楼位于教堂的脚下，是一座石塔，上面立着一座木塔钟楼。
福音中殿有一个尖角的喇叭口拱门，带有哈里发柱头，通往圣帕布罗街（San Pablo Street）。在书信中殿，有一扇哥特-穆德哈尔风格的古门。在保存完好的小堂中，有一座玫瑰圣母小堂，建于15世纪、1758年翻修，是科尔多瓦巴洛克风格的典范。在通往卡皮图拉雷斯街文化部的通道中，可以看到修道院回廊的遗迹。议事堂（ chapter house）由小埃尔南·鲁伊斯（Hernán Ruiz II）设计,可能因缺乏资金而未完工。2008年，该建筑获得该市文化区专项拨款，进行了修复和翻新。“七苦圣母”是东科尔多瓦最重要的雕塑之一，由胡安·德梅萨（Juan de Mesa）创作，可追溯到1627年。
奥里夫花园（Jardines de Orive）是前修道院花园的庭院。早在1409年，这里的花园已见于记载。